# شل لیک (آرکانزاس)
شل لیک (به انگلیسی: Shell Lake) یک منطقهٔ مسکونی در ایالات متحده آمریکا است که در شهرستان سنت فرانسیس، آرکانزاس واقع شده‌است. شل لیک ۶۳٫۰۹ متر بالاتر از سطح دریا واقع شده‌است.